# Batalla de Rokujō
La batalla de Rokujō es el nombre por el que se conoce la batalla librada en el templo Honkoku, en Rokujō-dori en Heian-kyō (hoy Kioto) en el marco de las guerras civiles de Japón, comenzó el 4 de junio de 1569.
La batalla se libró debido a la incursión del grupo Sannin de Miyoshi, pertenecientes al Clan Saitou, estaban dirigidos por el mismo Tatsuoki, que era el líder del clan, contra el templo, con la intención de acabar con el shogun Ashikaga Yoshiaki, aprovechando la ausencia de Oda Nobunaga, quien era su protector en ese periodo.

## Estrategia de los Saitou
La idea inicial de ataque fue la de atacar rápidamente al templo, para así subyugar la poca resistencia que pudiese haber y matar al decimoquinto shogun lo más rápido posible, lo que les acercaría a su plan de poner un shogun marioneta de su propio clan.

## La Batalla
Aunque inicialmente el plan inicial de los Saitō funcionó acabando con la numantina resistencia de los famosos soldados Yamigata, al momento de comenzar el asalto al recinto religioso, que no era apropiado para la defensa, aspecto con el que contaban los Saitou, estaba dotado de defensas de proyectiles preparadas al arrancar el suelo y usarlo de barricada, estrategia ideada por el famoso estratega de la época Akechi Mitsuhide "Juubei".
Los Saitou tenían preparados una cantidad muy alta de arqueros preparados para asesinar a cualquiera que huyese del recinto, cosa con la que contaban que el Shogun intentase, pero "Juubei", al ver esta estrategia, reunió a los pocos defensores que quedaban y los motivó a aguantar un asedio que prometió que duraría 3 días, aunque las señales indicaban un mínimo de 5 hasta que las fuerzas de Oda Nobunaga llegasen a Kioto, en 3 días, y preparasen la batalla, lo que costaría 1 o 2 días más.
Sin embargo, en el bando de Oda Nobunaga vieron como la victoria se posicionaba de su lado, ya que las fuerzas del general campesino de Nobunaga se encontraban más cerca del lugar que el ejército principal de los Oda, mientras que este, que se encontraba en Gifu, recorrió la distancia de unos 3 días en menos de 2, en lo que la historiografía japonesa denomina como la velocidad de un dios. Como si esto no fuese poco, Akechi Mitsuhide mandó emisarios para pedir ayuda a otros clanes menores del lugar aliados a los Oda.
Para cuando las fuerzas de Oda Nobunaga llegaron a la batalla el tercer día, esta ya había finalizado con una sonada derrota del Clan Saitō.